# Танкред Сицилијански
Танкред (1138 – 20. фебруара 1194) је био краљ Сицилије из династије Отвил. Владао је од 1189. године до своје смрти.

## Детињство и младост
Танкред је био незаконити син Руђера III од Апулије и његове жене Еме. Рођен је у граду Лече у Апулији. Носио је титулу грофа Лечеа. Учествовао је у борби свога стрица Симона од Тарента против Виљема I Сицилијанског и његове жене Маргарете. Овај поход окончан је неуспехом. Танкред је 1174. године предводио велику флоту у нападу на Египат у име Виљема II Сицилијанског. Након смрти јерусалимског краља Амалрика I који је био сицилијански савезник у походу на Египат, Сицилијанци се повлаче. Виљем II је умро 1189. године након чега је Танкред подигао побуну и преузео круну. Вршио је краљевску власт од 1189. до своје смрти 1194. године.

## Владавина
Становништво Сицилије прихватило је Танкреда за краља иако је светоримска царица Констанца, супруга Хенрика VI, као тетка претходног краља, имала више права на круну. Сицилијанци нису желели светоримског цара за сицилијанског краља. Танкред је био добар војсковођа и поред свог надимка "Танкредулус" кога му је дао хроничар Петар Еболи. Током Танкредове владавине вођен је Трећи крсташки рат. Енглески краљ Ричард I Лавље Срце искрцао се 1190. године на Сицилију на челу велике крсташке војске. Одмах је затражио ослобађање своје сестре, супруге Виљема II, Џоане, коју је Танкред заточио 1189. године. Такође је захтевао да Танкред испуни обавезе финансирања крсташког рата које је преузео његов претходник. Након што је Танкред одбио да испуни захтеве, Ричард је запленио манастир и дворац Ла Багнара. По доласку француског краља Филипа II Августа становништво Месине се побунило и захтевало од краљева да напусте острво. Ричард је освојио Месину 4. октобра 1190. године где је, након пљачке града, основао своју базу где је презимио заједно са француским краљем. Танкред је морао пристати на преговоре. Филип и Ричард су га признали за сицилијанског краља. Џоана је пуштена из заробљеништва. Танкред се обавезао да ће једну од својих кћери удати за Ричардовог нећака Артура I од Бретање. Ричард му је поклонио мач Екскалибур који је, наводно, припадао краљу Артуру.
Након одласка француског и енглеског краља, Танкреду прети опасност са севера. Априла 1191. године папа Целестин III крунише Констанциног мужа Хенрика за светоримског цара. Хенрик са војском креће у јужну Италију где осваја некадашње норманске територије Апулију и Аверсу. Констанца је од стране становника Салерна, у коме је остала након Хенриковог одласка, одведена пред Танкреда у Месину. Танкред је 1192. и 1193. године водио успешне капање против апулијских барона. Умро је 20. фебруара 1194. године у Палерму.

## Породично стабло
|  |                                        |  |  |  |  |  |  |  |  |  |  |  |  |  |  |  |
|  | 8. Руђер I Сицилијански                |  |  |  |  |  |  |  |  |  |  |  |  |  |  |  |
|  |                                        |  |  |  |  |  |  |  |  |  |  |  |  |  |  |  |
|  |                                        |  |  |  |  |  |  |  |  |  |  |  |  |  |  |  |
|  | 4. Руђер II Сицилијански               |  |  |  |  |  |  |  |  |  |  |  |  |  |  |  |
|  |                                        |  |  |  |  |  |  |  |  |  |  |  |  |  |  |  |
|  |                                        |  |  |  |  |  |  |  |  |  |  |  |  |  |  |  |
|  | 9. Аделаида дел Васто                  |  |  |  |  |  |  |  |  |  |  |  |  |  |  |  |
|  |                                        |  |  |  |  |  |  |  |  |  |  |  |  |  |  |  |
|  |                                        |  |  |  |  |  |  |  |  |  |  |  |  |  |  |  |
|  | 2. Руђер III од Апулије                |  |  |  |  |  |  |  |  |  |  |  |  |  |  |  |
|  |                                        |  |  |  |  |  |  |  |  |  |  |  |  |  |  |  |
|  |                                        |  |  |  |  |  |  |  |  |  |  |  |  |  |  |  |
|  | 10. Алфонсо VI од Леона                |  |  |  |  |  |  |  |  |  |  |  |  |  |  |  |
|  |                                        |  |  |  |  |  |  |  |  |  |  |  |  |  |  |  |
|  |                                        |  |  |  |  |  |  |  |  |  |  |  |  |  |  |  |
|  | 5. Елвира од Кастиље, краљица Сицилије |  |  |  |  |  |  |  |  |  |  |  |  |  |  |  |
|  |                                        |  |  |  |  |  |  |  |  |  |  |  |  |  |  |  |
|  |                                        |  |  |  |  |  |  |  |  |  |  |  |  |  |  |  |
|  | 1. Танкред Сицилијански                |  |  |  |  |  |  |  |  |  |  |  |  |  |  |  |
|  |                                        |  |  |  |  |  |  |  |  |  |  |  |  |  |  |  |
|  |                                        |  |  |  |  |  |  |  |  |  |  |  |  |  |  |  |
|  | 3. Ема од Лечеа                        |  |  |  |  |  |  |  |  |  |  |  |  |  |  |  |
|  |                                        |  |  |  |  |  |  |  |  |  |  |  |  |  |  |  |
|  |                                        |  |  |  |  |  |  |  |  |  |  |  |  |  |  |  |